# Thure Riefenstein
Thure Riefenstein est un acteur et réalisateur allemand, né le 11 octobre 1965 à Berlin.

## Biographie
Thure Riefenstein a commencé sa carrière d’acteur au théâtre, entre autres à New York (The Maids, mise en scène : Jason Mc Donnel Buzzas), Theater des Westens Berlin et Deutsches Schauspielhaus Hambourg (Der Blaue Engel, metteur en scène : Peter Zadek & Jérôme Savary), Berliner Ensemble (Périclès, mise en scène : Peter Palitzsch).
Les œuvres de Riefenstein pour le cinéma et les longs métrages comprennent : Dark Blue World (2001), qui a remporté le Lion d'or tchèque. S’ensuit la co-production italo-allemande Les Croisés , 666 – Don’t trust anyone you sleep with !, Best of the Best 4: Without Warning. En 2003, il réalise le film de science-fiction Ainoa et le thriller politique Baltic Storm. Cela a été suivi en 2004 par l’aventure française Julie – Agent of the King, lauréate d’un International Emmy Award.
Thure Riefenstein a joué de 2003 à 2008 dans la série télévisée policière de ZDF Kommissarin Lucas, aux côtés d’Ulrike Kriener, dans le rôle principal du commissaire Stefan Deuter. L’épisode Das Verhör a été nommé pour le prix Adolf Grimme en 2007. Thure Riefenstein a été nommé pour le Prix du public Bambi 2009 pour le téléfilm Böseckendorf - Die Nacht, in der ein Dorf verschwand.
Il a joué dans le film canadien Sophie en 2010, ainsi que dans Ma vie avec Liberace en 2012.

## Filmographie

### Films
- 1995 : L'Alibi
- 1996 : La Mort rouge
- 1998 : La Luxure dangereuse (Dangerous Lust)
- 1998 : Best of the Best 4: Without Warning
- 1999 : Doppeltes Spiel mit Anne
- 1999 : Fighter
- 1999 : Oskar und Leni
- 2000 : Hostile Takeover - althan.com
- 2000 : Anna H.
- 2000 : Das Teufelsweib
- 2000 : Rosamunde Pilcher pour Im Licht des Feuers
- 2000 : Geliebte Diebin
- 2000 : Polizeiruf (110)
- 2001 : Maria Magdalena
- 2001 : Le Monde bleu foncé (Dark Blue World)
- 2001 : Les meurtres de l'âme errante
- 2002 : 666 - Traue keinem, mit dem du schläfst !
- 2003 : Baltic Storm
- 2003 : Polizeiruf 110
- 2004 : Julie, chevalier de Maupin
- 2005 : Ainoa
- 2005 : Heiraten macht mich nervös
- 2006 : Inga Lindström
- 2006 : Rose sous les épines
- 2007 : L’Amour au troisième regard (Love at Third Sight)
- 2007 : Kreuzfahrt ins Glück - Hochzeitsreise nach Neuseeland
- 2008 : Der Amokläufer
- 2008 : Jack Hunter et la Chasse à l'arche perdue
- 2008 : Jack Hunter et la recherche du tombeau du pharaon
- 2008 : Jack Hunter et le Sceptre de lumière
- 2009 : Böseckendorf - Die Nacht, in der ein Dorf verschwand
- 2009 : Feu !
- 2009 : Une date pour la vie
- 2009 : Action de grâces. Un thriller de l’Allgäu
- 2010 : Meurtre en meilleure compagnie - Le visage vain de la mort
- 2010 : Les Ombres de la mémoire
- 2010 : Sophie
- 2010 : L'Errance
- 2011: Inga Lindström pour La Maison sombre
- 2012 : Les îles avant le vent
- 2012 : GSI – Forces spéciales Göteborg – Or blanc
- 2013 : Ma vie avec Liberace
- 2013 : Une fois une ferme et retour
- 2014 : L’odeur de la Terre
- 2014 : Cecelia Ahern pour Ma demi-vie
- 2014 : Cecelia Ahern pour Entre ciel et ici
- 2014 : Croisière vers le bonheur – Lune de miel à Dubaï
- 2015 : Le Violoncelliste (court métrage)
- 2016 : Inga Lindström – Liens familiaux
- 2017 : Garçon gardé
- 2018 : Willie et moi
- 2019 : EneMe
- 2019 : Torpedo – U-235
- 2020 : Tatort – Unter Wölfen
- 2021 : Devyataev

### Séries télévisées
- 1994 : Hallo, Onkel Doc! (8 épisodes)
- 1994-1999 : Schwarz greift ein (15 épisodes)
- 1995 : Dr. Stefan Frank – Der Arzt, dem die Frauen vertrauen (éps. 1x05)
- 1996 : Wildbach (épisode 3x12)
- 1997 : Kommissar Schimpanski (9 épisodes)
- 1998 : Medicopter 117 – Chaque vie compte (ép. 1x02)
- 1998 : Ein Mord für Quandt (ép. 2x02)
- 1998 : Parkhotel Stern (ép. 1x24)
- 1998 : Pensacola: Wings of Gold (épisode 2x08)
- 1999 : Der letzte Zeuge (ép. 3x03)
- 1999 : JETS – Leben am Limit (ép. 1x01)
- 2000 : Anwalt Abel (ép. 10x01)
- 2001, 2007 : Alarm für Cobra 11 – Die Autobahnpolizei (ép. 9x01, 21x07)
- 2001 : The Crusaders (Crociati, mini-série)
- 2003-2008 : Commissaire Lucas (8 épisodes)
- 2003 : Zwei Profis (ép. 1x04)
- 2004 : Balko (épisode 7x03)
- 2005, 2010 : SOKO Kitzbühel (épisodes 5x01, 9x02)
- 2006 : Familie Dr. Kleist (éps. 2x06)
- 2007 : Notre ferme en Irlande (éps. 1x02)
- 2009 : Ein Fall für zwei (épisode 29x01)
- 2009 : SOKO Leipzig (épisode 9x12)
- 2012 : Effet de levier (eps. 5x02)
- 2012 : Pissenlit (ép. 31x10)
- 2010, 2015 : SOKO München (épisodes 37x20, 40x20)
- 2014 : Garde côtière (ép. 17x08)
- 2014 : Der Alte (ép. 41x03)
- 2015 : The Brink (éps. 1x07)
- 2016 : Le Procureur (ép. 11x02)
- 2016 : SOKO Vienne (ép. 11x14)
- 2016 : L’Homme au château (ép. 2x10)
- 2017 : Letzte Spur Berlin (ép. 6x05)
- 2017 : Les Spécialistes – Au nom des victimes (3 épisodes)
- 2017 : Die Chefin (ép. 8x02)
- 2017 : Notruf Hafenkante (ép. 12x12)
- 2018 : 12 Monkeys (épisode 4x06)
- 2018 : SOKO Köln (épisode 14x15)
- 2019 : Overland (ép. 2x1)
- 2020 : 68 Whisky (ép. 1x5)
- 2020 : SOKO Stuttgart (épisode Der letzte Beat)

### Réalisateur, scénariste et producteur
- 1994 : Nuits solitaires (Lonely Nights)
- 2003 : Dieu n’est pas soprano